# Hallo
Hallo er et udråb for at skaffe opmærksomhed eller kontakt, og et udsagn ved opstart af en telefonsamtale. 

## Internationalt
Til brug ved telefonsamtaler har ordet slået an internationalt, hvor det findes i mange varianter:
- hello (engelsk)
- haluu (grønlandsk)
- éla (græsk)
- alo (fransk, tyrkisk og russisk)

Til gengæld siger man pronto for "hallo" på italiensk; diga på spansk. 

## Etymologi
På engelsk kan ordet hello spores tilbage til 1881 som en variant af "hallo", der igen er en variant af holla, hollo, som kendes tilbage til 1300-tallet (på middelengelsk verbet halouen "at råbe under jagt", hallouing). Fra gammelhøjtysk kendes hala, hola, et imperativ af halon, holon (= at hente), moderne tysk holen; udråbet blev især brugt, når man tilkaldte en færgemand. Når hello blev en udbredt hilsen i løbet af 1880’erne, sammenfaldt det med udbredelsen af telefonen, hvor hello blev den almindelige måde at besvare en opringning på, som vandt over Alexander Graham Bells forslag ahoy – egentlig søfolks hilsen. De ansatte på telefoncentralerne blev kaldt hello-girls (1889). I britisk engelsk var hello en amerikanisme. 